# A la recerca de l'arca perduda
A la recerca de l'arca perduda (títol original en anglès Raiders of the Lost Ark) és una pel·lícula estatunidenca dirigida per Steven Spielberg l'any 1981. Va rebre quatre Oscars: a la millor direcció artística, so, muntatge i efectes visuals.
Aquesta pel·lícula significa la reinvenció del cinema d'aventures a càrrec de Spielberg i el salt a la fama de Harrison Ford. Ha esdevingut un clàssic del cinema modern. Aquest primer lliurament de les peripècies de l'arqueòleg Indiana Jones és un homenatge als antics serials cinematogràfics d'aventures americans.
A la recerca de l'arca perduda va unir el productor George Lucas (poc després de La guerra de les galàxies) i el director Steven Spielberg per fer una pel·lícula que combina l'emoció, els efectes especials i l'aventura, tot amanit amb un sardònic sentit de l'humor. Lawrence Kasdan va treballar el guió a partir d'un argument de Lucas amb un protagonista que dista de ser perfecte i que es mou entre un lladre d'objectes antics i un protector d'aquests. Els dolents tampoc s'allunyen gaire d'Indiana Jones. La protagonista (Karen Allen) també s'allunya de l'arquetip de companya feble de l'heroi i es val per ella mateixa sense necessitar cap ajuda.

## Producció

### Creació del personatge
El 1973 George Lucas va escriure Les aventures d'Indiana Smith, el concepte inicial d'una sèrie de pel·lícules que estaria inspirada en els serials del 1930 i 1940. Poc després d'haver creat l'esbós, es va reunir amb el guionista i director Philip Kaufman, que després de diverses setmanes de discussió va introduir l'Arca de l'Aliança com a principal element narratiu de la primera aventura. Curiosament, Kaufman va pensar en aquest objecte després de recordar una conversa que va tenir amb un dentista durant la seva infància. No obstant això, el projecte va decaure en l'instant en què l'actor i productor Clint Eastwood va contractar Kaufman per dirigir The Outlaw Josey Wales, pel que Lucas va optar per abandonar la idea d'Indiana Smith i l'Arca de l'Aliança. En el seu lloc un segon concepte, Star Wars, començaria a ser àmpliament desenvolupat per convertir-se en La guerra de les galàxies.
Al maig del 1977 Lucas va viatjar a Maui per "escapar" de l'ampli èxit comercial que havia tingut La guerra de les galàxies. El seu amic Steven Spielberg també es trobava allà, passant les vacances després del llançament de la seva pel·lícula Encontres a la tercera fase.
Mentre construïa un castell de sorra a Mauna Kea, Spielberg li va expressar el seu interès per dirigir una pel·lícula de James Bond. En escoltar-ho, Lucas li va comentar que ell havia concebut un personatge encara millor que James Bond, de manera que va decidir compartir amb ell la seva idea sobre la primera aventura d'Indiana Smith. Spielberg va quedar fascinat amb el concepte, al com va catalogar "com una pel·lícula de Bond sense els seus artilugis", encara que li va comentar a Lucas que el cognom Smith no era el més apropiat per al personatge.D'acord. I què penses de 'Jones'?, li va contestar immediatament aquest. Va ser així com el nom de l'aventurer va canviar definitivament a Indiana Jones. Pel que fa a "Indiana", sobrenom del personatge, va sorgir del nom del Malamute d'Alaska de Lucas.

### Redacció del guió
El 1978 Lucas va començar el desenvolupament de Raiders of the Lost Ark, títol de la primera aventura de Jones, al mateix temps que la següent aventura de Star Wars (The Empire Strikes Back), essent recolzat pel guionista Lawrence Kasdan i el productor Frank Wilton Marshall. Durant una rutina diària de nou hores, des del 23 al 27 de gener d'aquest mateix any, Lucas, Kasdan i Spielberg van discutir sobre la trama i les propostes visuals de Raiders. En el debat Spielberg va proposar la persecució de Jones per una enorme roca, inspirant-se en la historieta The Seven Cities of Cibola, de Carl Barks, mentre que Lucas va suggerir la introducció d'un submarí, un mico fent la salutació nazi i l'enfrontament entre Marion i Indiana al Nepal. 

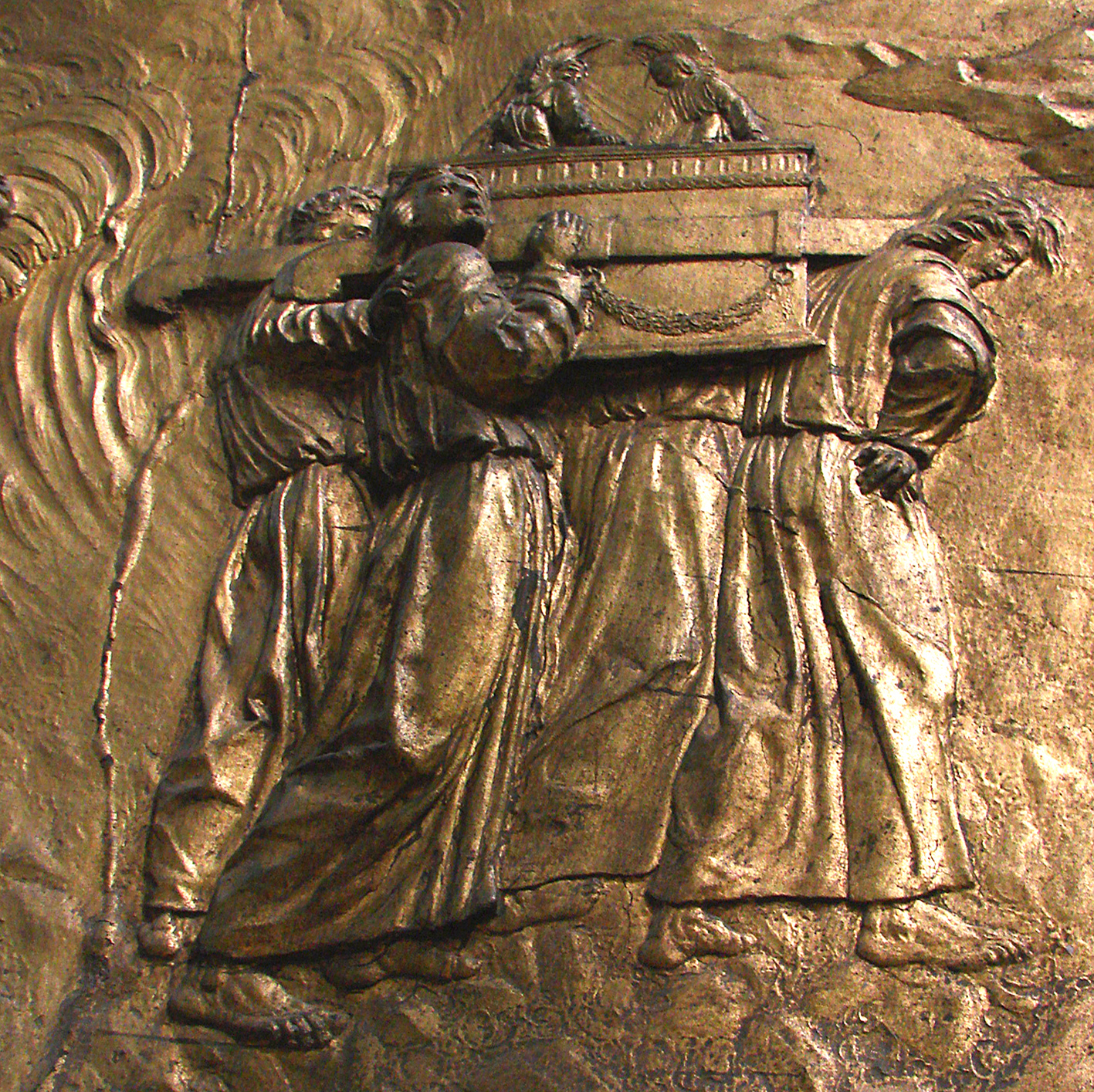
L'Arca de l'Aliança va ser introduïda per Philip Kaufman després de recordar una conversa que va tenir durant la seva infància amb un dentista. D'acord amb les Sagrades Escriptures, era un objecte religiós que contenia les taules de pedra en les quals estaven escrits els Deu Manaments

Per redactar el primer esborrany Kasdan va fer servir una transcripció de cent pàgines de les seves converses. L'agost de 1978, després d'aproximadament cinc mesos, Kasdan va completar el seu primer esborrany. Algunes de les aportacions assenyalades pel guionista van ser eliminades, com la persecució a l'interior d'una mina, una fuita en Xangai després d'usar un gong com a escut i el salt des d'un avió per mitjà d'un bot salvavides -encara que totes serien utilitzades per a la següent pel·lícula de la sèrie.
Durant el procés de redacció del guió, que es va estendre a cinc esborranys abans del definitiu, existien desacords pel que fa a la personalitat del personatge. Lucas el veia com un playboy de la política mentre que Spielberg i Kasdan s'enfocaven en la dualitat de professor i aventurer com a elements que li aportaven complexitat a la història. A més a més, Spielberg desitjava atorgar-li al personatge alguns detalls "foscos", en descriure'l inicialment com un alcohòlic similar al personatge Fred C. Dobbs a El tresor de Sierra Madre. La seva descripció va ser descartada en posteriors revisions de l'escrit de Kasdan. Una altra de les seves concepcions va ser la d'un braç robòtic que tindria l'antagonista Toht, punt de vista que Lucas rebutjaria en percebre-ho com a element de ciència-ficció. El dibuixant de còmic Jim Steranko va ser contractat per crear il·lustracions durant el procés de preproducció, les mateixes que inspirarien a Spielberg per determinar la vestimenta i personalitat d'Indiana Jones.

### Rodatge
Al principi, Raiders of the Lost Ark va ser rebutjada per diversos estudis, ja que els seus executius consideraven que l'argument era massa "extravagant" i la pel·lícula molt costosa per produir-la. Amb el temps, Paramount Pictures decidiria finançar el film després d'arribar a un acord amb Lucas per produir quatre pel·lícules més sobre Indiana Jones. L'abril del 1980 el guió final de Kasdan va ser usat per començar la producció en els estudis Elstree, a Anglaterra. Lucas s'encarregaria de mantenir baixos els costos requerits durant el procés. Per aconseguir-ho, Spielberg i ell van determinar que Raiders havia de seguir l'estil artístic dels serials dels dissabtes, caracteritzats per escenes "ràpides i simples".
"Mai vam fer més de trenta preses durant el rodatge; normalment eren quatre. Així que va ser una pel·lícula sòbria, en la qual filmàvem només el que necessitàvem, sense desaprofitaments", va comentar sobre aquest tema Spielberg. "Si hagués tingut més temps i diners, s'hagués convertit en un film pretensiós." Com a dada curiosa, Lucas es va encarregar de dirigir en alguns moments la segona unitat de la producció.

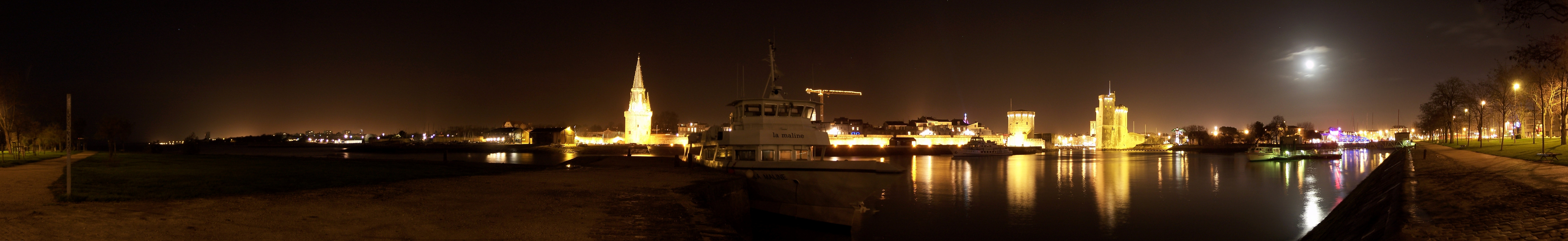
Vista panoràmica de La Rochelle, a França, lloc on va començar a filmar-se Raiders of the Lost Ark.

L'etapa de filmació va començar el 23 de juny del 1980 a La Rochelle, França. La primera escena gravada fou la del submarí nazi, que havia estat llogat per la producció de Das Boot. Cal esmentar que l'O-Boot llogat havia estat realment utilitzat durant la Segona Guerra Mundial. Les següents escenes, relacionades amb el "Pou de les Ànimes" i el bar de Marion Ravenwood, van ser filmades en els estudis Elstree. Per recrear el "Pou de les Ànimes" l'equip de producció va requerir 7.000 serps, de les quals només eren verinoses les cobres. Durant l'enregistrament un integrant de l'equip va ser mossegat per una pitó. La trobada propera entre Indiana i la cobra va ser realitzada emprant com a mesura de seguretat la col·locació d'una làmina de vidre entre l'actor i el rèptil, A diferència del seu personatge Harrison Ford no li tem a les serps, per la qual cosa Spielberg no va haver de preocupar-se sobre aquest tema. No obstant això, després de comprovar totes les que van ser col·locades per a l'escena, moltes d'elles envoltant-ho, Ford va expressar que la situació "gairebé li feia vomitar". Una altra de les preses que van ser gravades en el lloc va ser la de les taràntules, a l'inici del film. L'actor Alfred Molina va haver de posar-se diverses vegades sobre el seu cos, però a l'inici no es movien així que per incitar-les l'equip va introduir un exemplar femella. Quant a l'enorme roca que persegueix a Jones en el temple, aquesta va ser construïda amb fibra de vidre i mesurava 4 metres de diàmetre. Spielberg estava tan impressionat amb l'obra de Reynolds, el dissenyador de producció, que li va demanar incrementar-la 15 metres més.

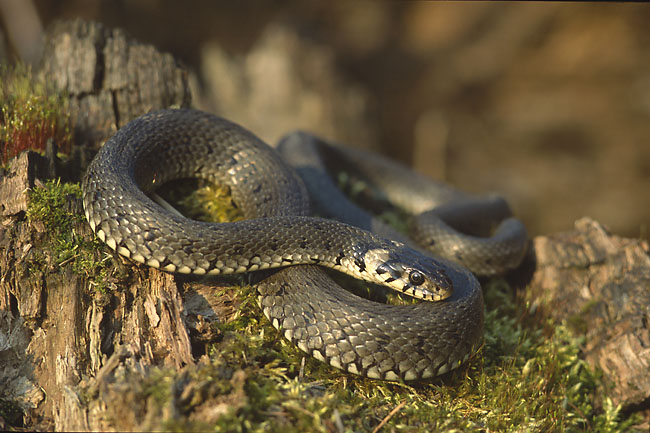
Per recrear el "Pou de les Ànimes", l'equip de producció va requerir 7.000 serps. La trobada propera entre Indiana i una cobra va ser simulat després de posar una fulla de vidre entre l'actor i el rèptil.

Tunísia es va utilitzar per les escenes ambientades a Egipte per trobar l'Arca. La major part dels estudis d'enregistrament havien estat usats a La guerra de les galàxies (específicament, en les escenes de Tatooine). De fet el canó que apareix en la pel·lícula és el mateix amb el qual R2-D2 va ser atacat per jawas. A causa de les altes temperatures i al risc de contracció de malalties el rodatge en el lloc va resultar una "experiència severa": Diversos actors i personal tècnic varen emmalaltir, encara que Spielberg va ser un dels pocs que no ho va fer, car consumia menjar enllaunat tot el temps. A causa d'aquest tipus d'anècdotes Spielberg va reprogramar el pla de filmació a Egipte, la durada inicial de la qual havia de ser d'un mes i mig, a únicament quatre setmanes i mitja. Amb la finalitat de complir la nova assignació, algues de les següents escenes varen ser improvisades, entre elles estan quan Marion es posa un vestit i intenta fugir del campament nazi o la baralla a la base aèria. Amb relació a aquesta última escena Ford es va trencar el lligament encreuat anterior de la cama esquerra, després de ser atropellat per la roda d'un aeroplà. Malgrat l'accident, no va acceptar ser atès per un metge i va optar per col·locar-se una mica de gel sobre el genoll.
Les escenes de l'enfrontament entre Jones i els seguidors de Hitler van ser gravades a Kairuan. En aquells moments Ford patia disenteria, per la qual cosa en l'escena en què s'enfronta amb el fuet a un rival que portava espasa, va decidir treure un revòlver per disparar-li. Instants abans, li va dir al director "Per què no simplement li disparo", al que Spielberg va accedir. La segona unitat de gravació es va encarregar de realitzar totes les preses basades en els storyboards, mentre que Spielberg s'encarregaria de filmar aquelles en les quals es necessitessin acostaments al rostre de Ford. Les preses del vol d'Indy en un avió Douglas DC-3 van ser manllevades de la pel·lícula Lost Horizon, igual que una escena en un carrer que originalment havia estat considerada pel film Hindenburg.
Les escales de Washington D.C. van ser filmades en l'ajuntament de San Francisco, Califòrnia. La Pacific University], a Califòrnia, va ser utilitzada pels exteriors de la universitat en la qual Jones treballa. El seu saló de classes i la cambra on conversa amb els representants del govern dels Estats Units varen ser presos d'una escola per a dones a Anglaterra, mentre que els exteriors de la seva llar van ser gravats a San Rafael (Califòrnia). Algunes altres de les seqüències inicials varen ser preses a Kauai, Hawaii, on Spielberg va finalitzar el rodatge, que va durar un total de 73 dies.

### Escenes eliminades
En finalitzar el procés de rodatge Michael Kahn va ser l'encarregat d'editar el material gravat per Spielberg el contingut del qual durava gairebé 180 minuts, amb la premissa de reduir-ho a menys de dues hores (120 minuts). Acompanyat de Lucas, una de les primeres accions que va fer Kahn va ser eliminar set minuts de la primera meitat de Raiders (en la seva versió original) per tal de fer-la més "sòlida i divertida". En finalitzar el procés d'edició el director li va enviar a Lucas el muntatge final per a la seva revisió. L'endemà aquest va cridar a Spielberg i li va dir, "Ja t'ho havia dit abans, realment ets un bon director".
A continuació, les escenes inèdites que van ser gravades per a la pel·lícula i les raons per les quals Kahn, Lucas i Spielberg van decidir eliminar-les:
- En el bar Raven, Marion Ravenwood li explica a Indy sobre les causes de la mort del seu pare, concloent que els últims dos anys han estat realment difícils per a ella. L'endemà, just abans de lliurar-li el medalló, Marion agafa de la jaqueta a Indy per besar-lo. Els segments van ser retallats per evitar que l'escena fos massa extensa.
- En principi, l'enfrontament entre l'espadatxí del Caire i Indy havia de ser extens doncs involucrava que el protagonista usés el seu fuet per a defensa pròpia. No obstant això, Ford va decidir simplement disparar-li, car sofria de problemes intestinals i cansament, i d'altra banda l'escena no havia estat completada durant la sessió de storyboard.
- Els riscs fatals de tocar l'Arca o mirar directament el seu interior en obrir-la eren dos aspectes que Indy coneixia molt bé doncs al Caire l'hi havien notificat en una de les escenes. Quan estan en el "Pou de les Ànimes", Sallah evita tocar-la doncs sap que podria morir si ho fa. Tanmateix, això no és revelat en tota la pel·lícula sinó fins a les escenes finals en què les tropes obren l'Arca i moren tràgicament; Indy recorda que no ha de mirar el contingut sobrenatural de l'Arca i opta per tancar els ulls.
- Quan Sallah és capturat per les tropes nazis i abandona a Indiana en el "Pou", els nazis el porten al seu campament i li ordenen que els serveixi aigua d'un pou. El segment va ser eliminat a causa que hi havia molt fum en l'escena i aquesta enfosquia als actors.
- Els nazis decideixen executar a Sallah i li encomanen la tasca a un jove soldat de les seves tropes. Emocionalment requeria que el soldat es decidís entre matar Sallah o no fer-ho, creant un clímax intens per a l'espectador. Va ser eliminada per ser massa extensa.
- En escapar del "Pou" Indy i Marion es troben amb un guàrdia àrab a la sortida. Durant un parell de segons el guàrdia i l'aventurer confronten mirades i després Indy simplement el noqueja per deixar-lo inconscient. A diferència de les altres escenes retallades, aquesta només va ser editada (en un dels angles del film es pot observar el guàrdia estirat a terra a la sortida del "Pou", sense explicació aparent).
- Per enganxar-se al submarí nazi durant la seva immersió, Indiana usa el seu fuet per subjectar-lo al periscopi del mateix i així aconsegueix viatjar en les profunditats. A causa de problemes de logística (com aguantaria la respiració tot aquest temps), l'escena va ser eliminada.

### Efectes especials i so
Els efectes especials de la pel·lícula varen ser creats per Industrial Light & Magic. La seqüència amb el nombre més gran d'efectes és en la qual l'Arca de l'Aliança és oberta pels nazis, la qual cosa va conduir a l'alliberament de la força sobrenatural que residia en el seu interior. De manera subseqüent, la trama va requerir diverses simulacions relacionades amb els efectes que va tenir la revelació del contingut esmentat. Per la desfeta del cap de Toht, l'equip va recórrer a l'exposició de gelatina i un model de guix, amb la forma del cap de l'actor Ronald Lacey, a un llum calorífic. 

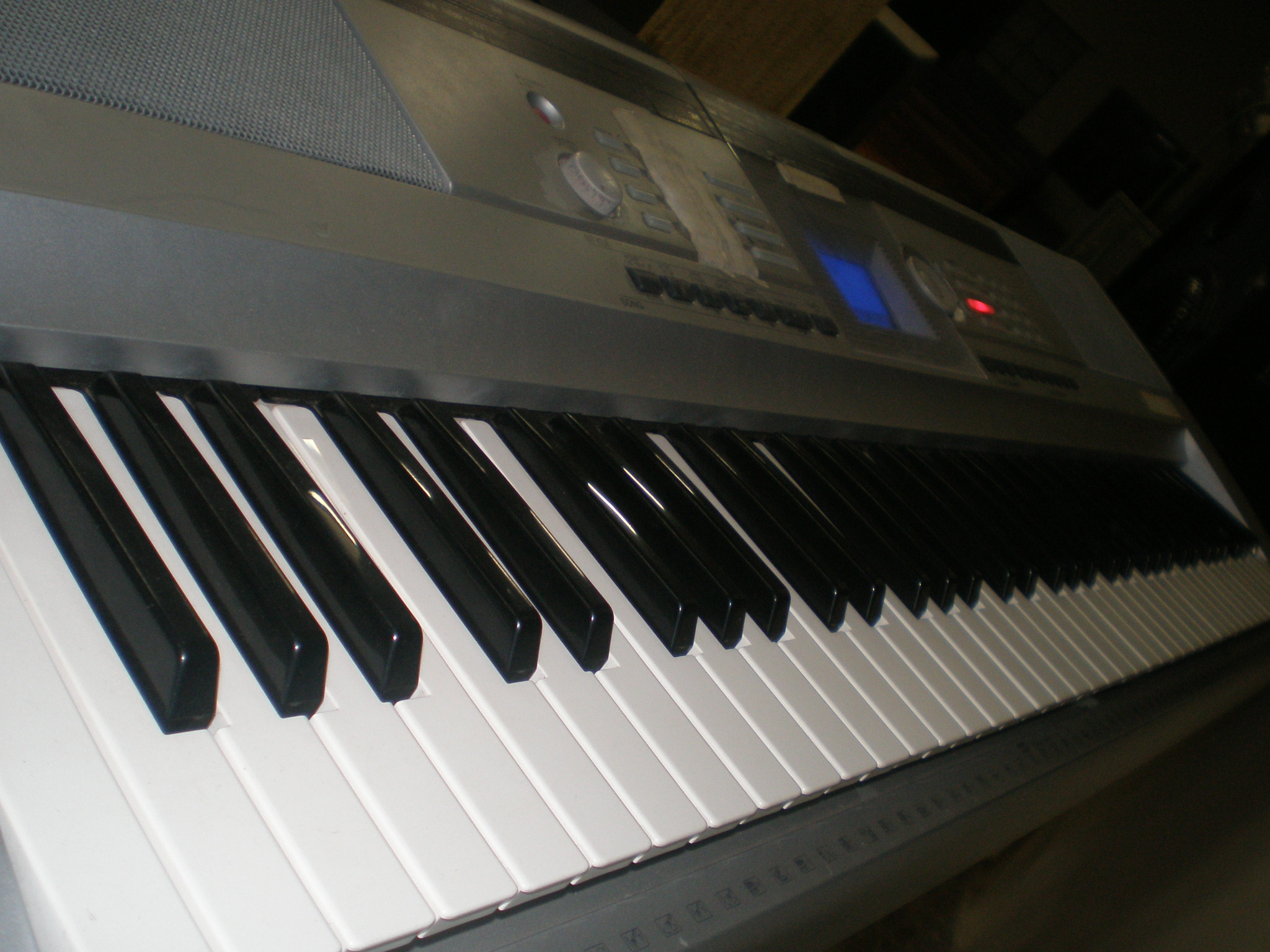
El supervisor dels efectes de so va preferir treballar en un foley-studio, en considerar "la importància que significava filmar una pel·lícula basada en els serials de Republic Pictures". Al final, va emprar un sintetitzador per manipular els diferents enregistraments que va obtenir.

El segment va ser gravat, al seu torn, amb una càmera submergible. De la mateixa manera, l'esclat del cap de Dietrich va ser creat amb un model buit al com se li havia expulsat l'aire de la part interna. Per a la presa dels esperits, aquests van ser gravats sota l'aigua amb la finalitat de brindar-li un efecte fantasmagòric a l'escena.
El supervisor dels efectes de so, Ben Burtt, va preferir treballar la major part del temps en un estudi especialitzat (foley-studio), en considerar "la importància que significava filmar una pel·lícula basada en els serials de Republic Pictures". En primera instància, va triar un rifle per reproduir el so del revòlver d'Indiana Jones. Per simular diferents cops, el seu equip va utilitzar jaquetes de cuir, manyoples i un bat de beisbol; els sorolls del lliscament de les serps, a l'escena del "Pou de les Ànimes", varen ser gravats mentre els dits d'algunes persones es movien dins d'una cassola coberta amb formatge fos, així com amb el contacte d'esponges i ciment. El so que s'escolta quan l'Arca és oberta és en realitat el lliscament de la tapa de la cisterna un sanitari.
Finalment, Burtt va emprar un sintetitzador per manipular els diferents enregistraments que va obtenir; en el procés s'encarregaria també de barrejar el biosònar d'alguns dofins i els crits de lleons marins per produir les veus dels esperits.

### Banda sonora
| «             | En els anys 1980 i 1990, John Williams ha vingut a ocupar brutalment el lideratge que li havia pertangut a Henry Mancini per les seves composicions. Àrduament, s'ha guanyat aquesta distinció amb impactants bandes sonores, com la de la trilogia original de Star Wars i el cicle d'Indiana Jones, aquest últim considerat un tribut de Spielberg als serials representatius de la seva joventut. A Raiders aconsegueix sensibilitzar-nos, convertint la seva banda sonora en un clàssic musical del cinema. | » |
| — Amazon.com. | |   |

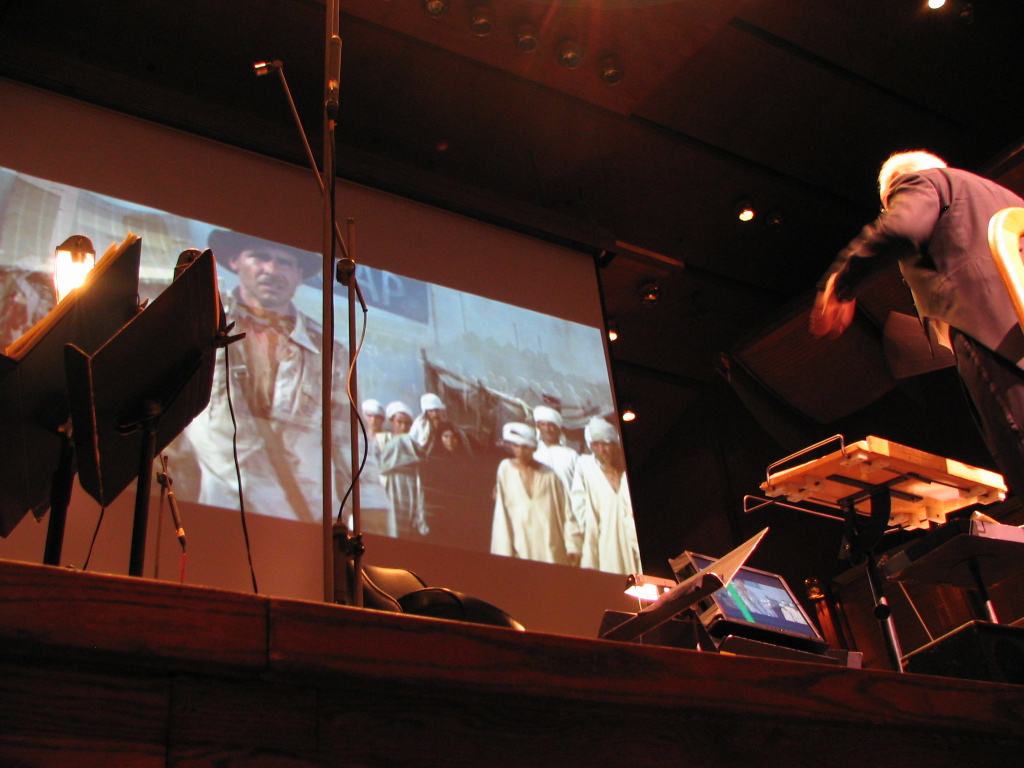
Per la seva composició de la banda sonora del film, que va incloure per primera vegada a la popular "Raiders' March" John Williams va obtenir una nominació als Oscars.

El compositor John Williams va ser qui es va encarregar de crear la banda sonora de la pel·lícula, el contingut de la qual presentava, per primera vegada, a la coneguda "Raiders' March" (traducció, "Marxa dels Assaltants"), que ha simbolitzat a Indiana Jones en l'àmbit popular." Originalment, Williams havia escrit dues versions diferents per al tema central de Raiders of the Lost Ark; com que a Spielberg li van agradar ambdues, va haver d'unir-les per crear la versió definitiva. Les composicions van ser gravades el febrer del 1981, interpretades per l'Orquestra Simfònica de Londres i distribuïdes per Columbia Records. En principi estava composta d'onze temes, encara que el 1995 va ser rellançada amb trenta minuts addicionals de contingut inèdit, la qual cosa va originar la introducció d'onze nous temes i l'extensió d'algunes pistes originals. El rellançament seria seguit per un nou enregistrament de totes les pistes en la col·lecció "The Indiana Jones Trilogy", el 21 de gener del 2003. No obstant això aquesta no és considerada oficial.
El tema esgarrifós i apocalíptic de l'Arca de l'Aliança i la melodia romàntica de Marion i Indy formen part també de la banda sonora del film, la qual cosa li valdria a resultar nominada a "millor banda sonora" en els Oscars.

## Argument
Any 1936. Indiana Jones és un professor universitari d'arqueologia, però alhora un aventurer a la recerca de valuoses relíquies històriques. Després de tornar d'una infructuosa missió a Amèrica del Sud, el govern nord-americà li encarrega una nova comesa: trobar l'Arca de l'Aliança, on es creu que els hebreus van dipositar els manaments que Déu havia atorgat a Moisès, abans que els nazis la trobin i en facin un mal ús, ja que, segons la llegenda, l'objecte atribueix un poder invencible a qui la posseeixi.

## Repartiment i doblatge

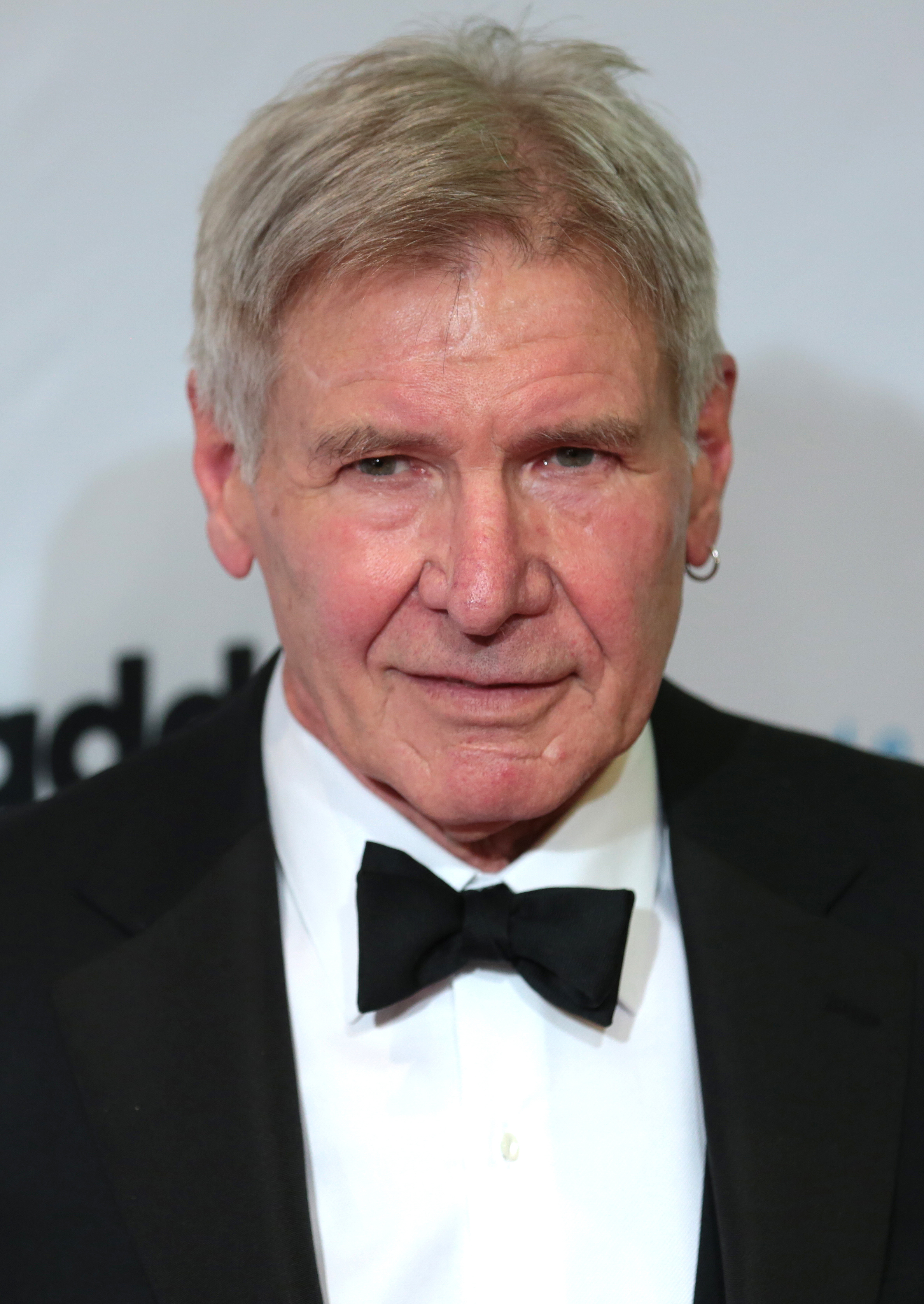
Harrison Ford (Indiana Jones, en la pel·lícula).

- Harrison Ford com Indiana Jones. Professor d'arqueologia que sovint té aventures en les quals ha de trobar estranyes antiguitats. A l'inici de la trama, expressa el seu escepticisme al sobrenatural, però després de descobrir l'Arca de l'Aliança canvia d'opinió. Spielberg va ser qui va suggerir a Harrison, no obstant això Lucas es refusava en el cas que no volia que ell es convertís en el seu "Bobby De Niro", és a dir "l'actor amb el qual treballo en totes les meves pel·lícules" (en referència al director Martin Scorsese, qui treballava regularment amb Robert De Niro).[36] Amb la finalitat de triar a l'actor més apropiat, que d'acord amb Lucas "hauria de ser algú poc conegut encara", es va audicionar a Tim Matheson, Peter Coyote, John Shea i Tom Selleck. Com a resultat del procés, Selleck va ser qui va obtenir la consideració per interpretar a Indiana Jones, no obstant això ell no es trobava disponible a causa del contracte que tenia en la sèrie de televisió Magnum, P.I.[36] Al juny de 1980, tres setmanes abans de començar el rodatge,[37] Spielberg va intentar novament convèncer a Lucas de triar en Ford, només després que els productors Frank Wilton Marshall i Kathleen Kennedy observessin la seva actuació com Han Solo en L'imperi contraataca.[19]

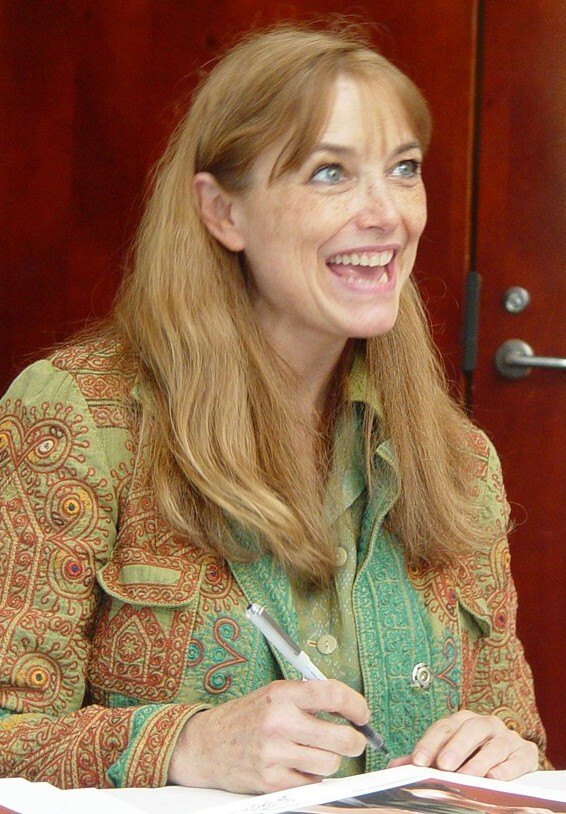
Karen Allen (Marion Ravenwood, en la pel·lícula).

- Karen Allen com Marion Ravenwood. Interès romàntic d'Indiana i filla d'Abner Ravenwood (mentor d'Indy), que posseeix un bar en Nepal, anomenat "Raven". Allen va ser triada després de fer una audició amb Tim Matheson i John Shea. Spielberg l'havia considerat des de la seva interpretació en National Lampoon's Animal House. Previ a la seva elecció, Sean Young audicionó també,[36] i Debra Winger va rebutjar el paper.[38]
- Paul Freeman com Rene Belloq. Arqueòleg enemic d'Indiana que és contractat pels nazis per trobar l'Arca de l'Aliança, amb la qual busquen fer-se "invencibles". En realitat, Belloq desitja aprofitar l'oportunitat d'obtenir els poders llegendaris de l'objecte, més que ajudar Hitler i les seves tropes.
- Ronald Lacey com el Major Toht. Membre de la policia secreta Nazi que té com a missió segrestar a Marion per robar-li un amulet, que té la capacitat de desxifrar la localització exacta de l'Arca. El director va triar a Lacey a causa que li va recordar a Peter Lorre.[36] Previ a la seva elecció, Klaus Kinski va ser considerat, però aquest ho va rebutjar en determinar que "el guió era tediós".[39]

| Personatge       | Actor            | Veu en català    |
| ---------------- | ---------------- | ---------------- |
| Indiana Jones    | Harrison Ford    | Jesús Ferrer     |
| Marion Ravenwood | Karen Allen      | Montse Moreno    |
| Marcus Brody     | Denholm Elliott  | Josep Antequera  |
| Sallah           | John Rhys-Davies | Joan Crosas      |
| Major Toth       | Ronald Lacey     | Claudi García    |
| Satipo           | Alfred Molina    | Xavier Fernàndez |

- John Rhys-Davies com Sallah. Considerat com "el millor expert en excavacions del Caire", va ser contractat pels nazis per ajudar-los a excavar en Tanis. Ometent el seu conveni amb les tropes enemigues, Sallah és amic d'Indiana Jones i decideix ajudar-ho a infiltrar-se en les excavacions. Originalment, Spielberg volia a Danny DeVito per interpretar al personatge però aquest no va poder per conflictes d'agenda, de manera que Spielberg va triar a Rhys-Davies després d'observar-ho en la minisèrie Shogun.[36]
- Denholm Elliott com el Dr. Marcus Brody. Propietari d'un museu que compra cadascuna de les antiguitats que troba Indy en les seves aventures per exhibir-les a l'edifici. Quan el govern dels Estats Units ho contacta per recuperar l'Arca, Brody els dirigeix amb Indiana Jones. Spielberg va triar a Elliott, car, es considerava un gran "fan" de la seva trajectòria cinematogràfica.[36]
- Wolf Kahler com el Coronel Dietrich. Principal dolent de la pel·lícula. És un despietat oficial nazi que encapçala la missió de l'Arca de l'Aliança.
- Alfred Molina com Satipo. Un dels guies d'Indiana Jones a les jungles d'Amèrica del Sud, a l'inici de Raiders. Per la seva ambició i traïció, mor en un dels paranys del temple, després d'intentar robar-li a Indy l'ídol daurat que buscaven.

Entre altres aparicions secundàries destaca la de l'actor Vic Tablian, qui interpreta Barranca i "Monkey man", home sense escrúpols amb un audaç mico com a aliat. A més a més, en un cameo, Frank Marshall va decidir aparèixer com un pilot (en la seqüència de baralla sobre l'aeroplà), car els "dobles" estaven malalts en aquest instant. A causa de les altes temperatures que prevalien durant el rodatge de l'escena, Marshall va bromejar dient que "estaven a més de 140 graus". D'altra banda, Pat Roach apareix interpretant a un dels acompanyants de Toht en arribar al bar de Marion. Com a dada trivial, Roach va tenir l'oportunitat de simular ser assassinat en més d'una ocasió, un singular detall en la cinematografia. Finalment, i igual que Marshall, el supervisor d'efectes especials, Dennis Muren, va fer un cameo en la pel·lícula (en l'escena de l'avió que trasllada a Indiana cap al Nepal).

## Crítica

### Hispanoamèrica i Espanya
D'acord amb el lloc ecriticas.com, Los cazadores del arca perdida (títol regional a Hispanoamèrica) és "una de les més grans aventures de tots els temps", i encara que para alohacriticon.com "la pel·lícula té un ritme trepidant (doncs) està projectada per commocionar a l'espectador mitjançant la creació de situacions d'acció", finalment conclou que "en comptes de desplegar tant artifici en aquesta acció concedissin més valor al desenvolupament dels seus personatges el producte seria molt millor". Igual que ecriticas.com, la web diariodeavisos.com va determinar que "tots els elements del cinema d'aventures es congreguen al voltant de la figura del ja mític arqueòleg en aquesta pel·lícula."
A Hispanoamèrica, el crític Eduardo Marín destaca que "un dels seus principals mèrits (radica) en el seu precís sentit de l'humor i el maneig permanent de la paròdia com a element argumental", i la revista Criteri dedueix que "Indiana Jones és l'heroi de la càndida modernitat vista des de la postmodernitat i, gràcies a això, se salva amb elegància i altruisme del cinisme actual del cinema d'entreteniment". De manera similar, en Espanya José A. Peig, elogia A la recerca de l'arca perduda tot manifestant que "(aquesta) és l'expressió més contundent que mai ha tingut el cinema en el seu àmbit més rendible: l'espectacle desproveït de qualsevol altra intenció que no sigui la de divertir a l'espectador amb una successió de passatges filmats de tal forma que emocionen i causen la sorpresa", qualificant-la de "excel·lent" al seu portal especialitzat. El lloc monfleet.com va esmentar que "el cinema no va tornar a ser el mateix després d'Indiana Jones", considerant que la cinta "(li) segueix semblant una obra mestra imperible del cinema de tots els temps".
La crítica de la Revista Mexicana de Comunicació refereix a diverses escenes que podrien relacionar-se amb estereotips hispans d'inclinació negativa, en assenyalar que a Raiders of the Lost Ark, Indiana Jones és amenaçat per tota mena de delinqüents; abandonat (un carregador indi deixa a l'expedició cridant histèricament), traït (un dels guies natius que li queden tracta de disparar-li per l'esquena, l'altre ho deixa pensant que està mort en un passatge subterrani) i amenaçat (una tribu d'indis llatinoamericans ho persegueix i tracta de matar-ho)". En conclusió, analitza la temàtica de la pel·lícula en un sentit general de "prejudici, discriminació i marginalitat".

### Els Estats Units
La pel·lícula va rebre principalment crítiques positives de part de la premsa especialitzada. Vincent Canby, de The New York Times, va declarar a Raiders of the Lost Ark com "un dels films d'aventures nord-americanes més absurdament divertits, enginyosos i estilitzats de tots els temps", mentre que per al crític Roger Ebert, de Chicago Sun-Times, "són dues coses les que converteixen a Raiders of the Lost Ark en una mica més que només un triomf tecnològic: el seu sentit de l'humor i l'estil únic dels seus personatges […] Ens fa riure per sorpresa, per alleujament o per incredulitat en la tècnica que ens presenta en desenvolupar un incident darrere l'altre a través d'una sèrie interminable d'invencions".
Al seu torn, la revista Rolling Stone va dir que es tractava de "una pel·lícula d'acció sabatina tan divertida i interessant que pot ser gaudida en qualsevol dia de la setmana". De manera similar a les seves opinions positives, Bruce Williamson, de la revista Playboy, va considerar que "hi ha més emoció en els primers deu minuts de Raiders que en qualsevol altra pel·lícula que hi hagi vist en tot l'any. Para quan els esdeveniments desafortunats acabin, qualsevol fanàtic oblidarà la seva ansietat de cansament".
Després de marcar una observació, amb la finalitat de tornar a veure-la després de l'estrena de les seves possibles continuacions. Al contrari, la revista Variety va ressaltar a la violència "sagnant" d'algunes de les seves escenes com alguna cosa considerable com para la seva classificació definitiva en la seva exhibició internacional.

## Nominacions i premis
Després de la seva estrena, va ser nominada a nou premis Oscar, dels quals va guanyar quatre, a més d'un reconeixement especial a Ben Burtt i Richard L. Anderson per l'edició de so. Alguns altres dels seus premis, 24 en total, van ser un Grammy, un BAFTA i cinc Premis Saturn. En el procés, Spielberg va estar nominat al Globus d'Or al millor director.
A continuació, es presenta una llista d'algunes de les nominacions i premis més destacats que va rebre l'equip de la pel·lícula.

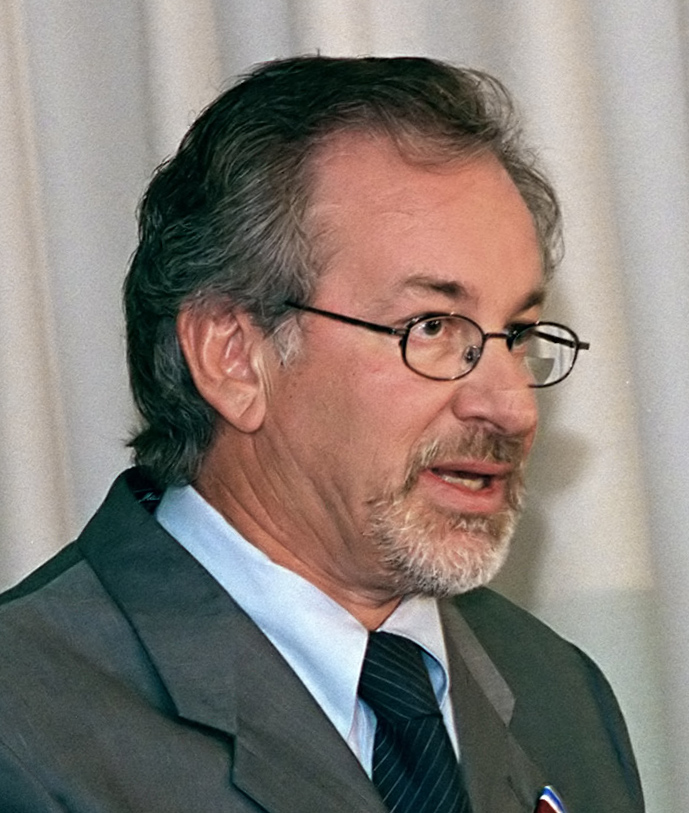
Steven Spielberg va ser nominat al Globus d'Or al millor director, no obstant això el premi va ser per a Warren Beatty.

| Any  | Cerimònia             | Premi                                | Recipient                                            | Resultat  |
| ---- | --------------------- | ------------------------------------ | ---------------------------------------------------- | --------- |
| 1982 | Oscars                | Millor direcció artística            | Norman Reynolds Leslie Dilley Michael Ford           | Guanyador |
| 1982 | Oscars                | Millor so                            | Bill Varney Steve Maslow Gregg Landaker Roy Charman  | Guanyador |
| 1982 | Oscars                | Millor muntatge                      | Michael Kahn                                         | Guanyador |
| 1982 | Oscars                | Millors efectes visuals              | Richard Edlund Kit West Bruce Nicholson Joe Johnston | Guanyador |
| 1982 | Oscars                | Oscar Especial                       | Ben Burtt Richard L. Anderson pels efectes sonors    | Guanyador |
| 1982 | Oscars                | millor fotografia                    | Douglas Slocombe                                     | Nominat   |
| 1982 | Oscars                | millor direcció                      | Steven Spielberg                                     | Nominat   |
| 1982 | Oscars                | Millor cançó original                | John Williams                                        | Nominat   |
| 1982 | Oscars                | Millor pel·lícula                    | Frank Marshall                                       | Nominat   |
| 1982 | Globus d'or           | Millor director                      | Steven Spielberg                                     | Nominat   |
| 1982 | Premis Saturn         | Millor pel·lícula fantàstica         | A la recerca de l'arca perduda                       | Guanyador |
| 1982 | Premis Saturn         | Millor actor                         | Harrison Ford                                        | Guanyador |
| 1982 | Premis Saturn         | Millor actriu                        | Karen Allen                                          | Guanyador |
| 1982 | Premis Saturn         | Millor director                      | Steven Spielberg                                     | Guanyador |
| 1982 | Premis Saturn         | Millor guionista                     | Lawrence Kasdan                                      | Guanyador |
| 1982 | Premis Saturn         | Millors efectes especials            | Richard Edlund                                       | Guanyador |
| 1982 | Premis Saturn         | Millor música                        | John Williams                                        | Guanyador |
| 1982 | Premis Eddie          | Millor muntatge per una pel·lícula   | Michael Kahn                                         | Guanyador |
| 1982 | Premis American Movie | Millor pel·lícula                    | A la recerca de l'arca perduda                       | Guanyador |
| 1982 | Premis American Movie | Millor director                      | Steven Spielberg                                     | Guanyador |
| 1982 | Premis American Movie | Millor guió                          | Lawrence Kasdan                                      | Guanyador |
| 1982 | BAFTA                 | Millor direcció artística            | Norman Reynolds                                      | Guanyador |
| 1982 | BAFTA                 | Millor pel·lícula                    | A la recerca de l'arca perduda                       | Nominat   |
| 1982 | Premis BSFC           | Millor director                      | Steven Spielberg                                     | Guanyador |
| 1982 | Premis Cesar          | Millor pel·lícula estrangera         | A la recerca de l'arca perduda                       | Nominat   |
| 1982 | Premis Grammy         | Millor àlbum de música de pel·lícula | John Williams                                        | Guanyador |
| 1982 | Premis Hugo           | Millor pel·lícula dramàtica          | A la recerca de l'arca perduda                       | Guanyador |
| 1982 | Premis KCFCC          | Millor pel·lícula                    | A la recerca de l'arca perduda                       | Guanyador |
| 1982 | Premis Kinema Junpo   | Millor pel·lícula estrangera         | Steven Spielberg                                     | Guanyador |
| 1982 | Premis Golden Reel    | Millor muntatge pour les dialogues   | A la recerca de l'arca perduda                       | Guanyador |
| 1982 | Premis Golden Reel    | Millor muntatge pels efectes sonors  | A la recerca de l'arca perduda                       | Guanyador |

## Màrqueting
Existeix només un videojoc basat completament en la pel·lícula, el qual va ser llançat el 1982 i distribuït per Atari per al sistema Atari 2600. El 1994, va començar a comercialitzar-se Indiana Jones' Greatest Adventures, desenvolupat per LucasArts per a la consola Super Nintendo, mateix que conté alguns segments basats en algunes escenes de Raiders of the Lost Ark.
Altres jocs relacionats indirectament amb Raiders són Indiana Jones i la Màquina Infernal (Indy torna a Perú per descobrir un altre ídol daurat en un dels nivells, a partir de la narrativa descrita en el film) i Lego Indiana Jones: The Original Adventures.
Durant l'estrena de la cinta, Kenner va començar a vendre la seva línia de ninots a escala d'Indiana i en 1982 va incloure una sèrie de nou figures d'acció basades en els personatges del film, al costat de tres sets de joc, un tauler i alguns altres joguines relacionades. El 1984, van aparèixer versions metal·litzades dels protagonistes juntament amb un joc de rol, mentre que el 1995 MicroMachines va estrenar una línia de vehicles inspirada directament en els mitjans de transport de la pel·lícula. Una altra de les empreses que també s'uniria a la comercialització de línies basades en Indiana Jones seria Hasbro.

### VHS i DVD
El llargmetratge va ser llançat a format de vídeo VHS amb els mètodes Pan and scan i Laserdisc. El 1999 va ser rellançat després d'una remasterització en THX, en la qual es va incloure una edició en pantalla ampla, sota el nou títol Indiana Jones and the Raiders of the Lost Ark (amb la finalitat de relacionar-ho amb la preqüela i la seva continuació; la quarta pel·lícula encara no començava a produir-se en aquells dies).
El 2003 va ser rellançada en format DVD, en un paquet que inclou la trilogia original i que va preservar al seu torn el nou nom respecte a l'usat durant l'exhibició original en sales de cinema. Com a detall trivial, l'escena en la qual s'apreciava el reflex del cristall, que separa a Indy d'una cobra en el "Pou de les Ànimes", va ser remoguda digitalment.

## Llegat
Gràcies a l'èxit aconseguit per Raiders, Lucas i els altres productors del film van acordar finançar a una preqüela (Indiana Jones i el temple maleït) i dues continuacions (Indiana Jones i l'última croada i Indiana Jones i el regne de la calavera de cristall) pel cinema. En els anys 1990, va ser estrenada una sèrie de televisió (Les aventures del jove Indiana Jones) basada en les primeres aventures d'Indiana Jones. Conjuminades a ambdós àmbits existeixen nombroses línies de publicacions (novel·les, còmics), així com alguns videojocs inspirats en la mateixa temàtica.
El 1998, l'entitat American Film Institute va incloure a A la recerca de l'arca perduda en la seva llista de "les millors 100 pel·lícules durant el primer segle del cinema", considerant-la, en aquest temps, com una de les deu cintes més emocionants de la història Indiana Jones també va ser catalogat com el segon heroi més emotiu de tots els temps. Un any després, el 1999, la Biblioteca del Congrés dels Estats Units va triar preservar-la en la Filmoteca Nacional, classificant-la en la categoria de "cultural, històrica o estèticament significativa".

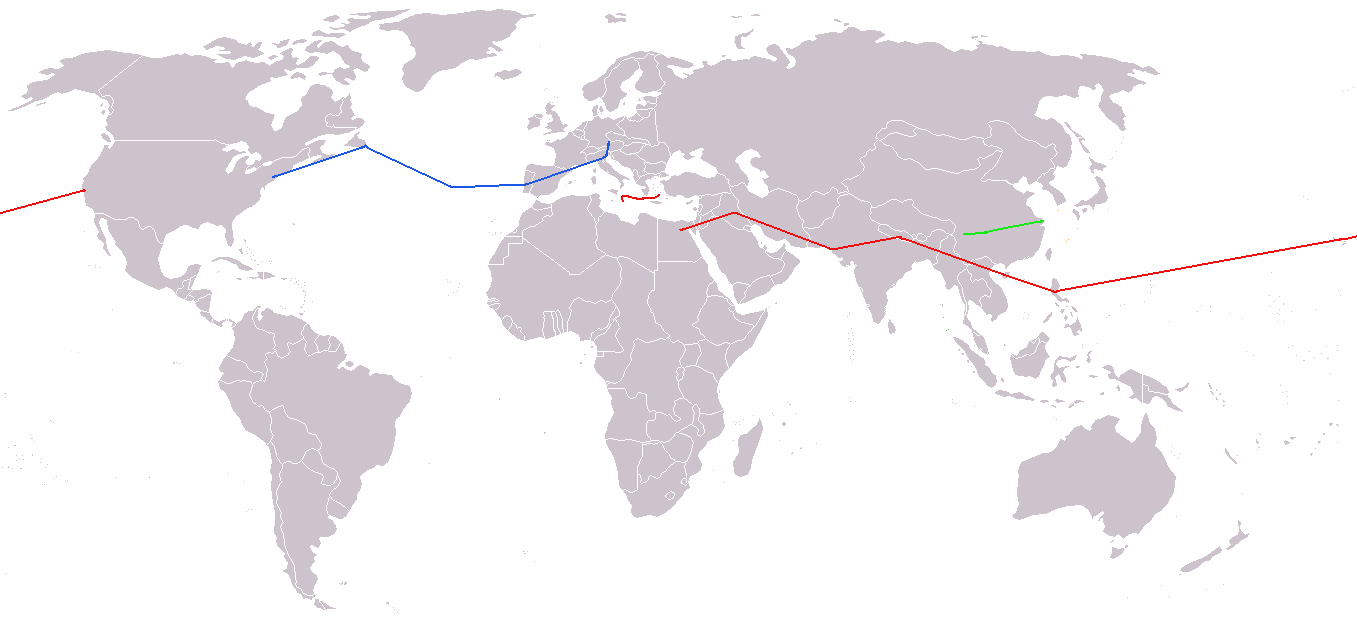
Mapa on es troben traçats amb línies vermelles els països en els quals es desenvolupa la trama A la recerca de l'arca perduda.

En significar també la primera aparició d'Indy en la cultura popular, Entertainment Weekly va ressaltar la importància d'aquesta en la sèrie, nomenant al personatge com un dels tres herois d'acció favorits de la seva editorial, agregant que "algunes de les escenes d'acció més grandioses del cinema es troben unides com a perles en A la recerca de l'arca perduda. De manera peculiar, el 1982, tres nens natius de Ocean Springs, Mississipi Chris Strompolos, Eric Zala i Jayson Lamb van començar a filmar la seva adaptació casolana de la pel·lícula, titulant el seu projecte com Raiders of the Lost Ark: The Adaptation. Durant set anys es va perllongar la seva producció, finalitzant-la com joves la van iniciar als 12 anys. No obstant això, el seu film va ser descobert fins a 2003 per Eli Roth, qui va decidir mostrar-la-hi a Spielberg. Impressionat per la seva qualitat, aquest va felicitar personalment als nois pel «seu bon treball», afegint que li agradaria veure els seus noms en els crèdits d'alguna pel·lícula comercial. Temps després, Scott Rudin i Paramount Pictures van adquirir els drets sobre la vida del trio de nois, amb l'objectiu de produir una cinta basada en les seves aventures durant la realització de la seva adaptació.
El 1997, The New York Times va tornar a avaluar a Raiders. La seva nova crítica va assenyalar que "probablement la classificació familiar G, per a audiències en general, estaria en risc després de l'aparició de Raiders of the Lost Ark. Sigui per accident o estratègia, els seus realitzadors van apostar en la creació d'un film d'acció dirigit principalment a adults, però també per a nens". El 2005, els televidents del Canal 4 de Regne Unit van determinar que aquesta és una de les millors vint pel·lícules familiars de la història, considerant a Spielberg com un dels millors directors de tots els temps.